# 卡斯特隆伊什 (吉马良斯)
卡斯特隆伊什（葡萄牙語：Castelões）是葡萄牙布拉加区的一个堂区，位於吉馬良斯。总面积3.11平方公里，总人口363人，人口密度116.7人/平方公里。